# Sunete ciudate din cer (fenomen)
Pentru un principat sârb denumit și „Hum” vezi Zachlumia
Hum (barbarism cu sensul de „zumzet”, „murmur” sau „bâzâit”) este un nume generic pentru o serie de fenomene care implică un zgomot ca un bâzâit persistent și invaziv de joasă frecvență, care nu este auzit de toate persoanele. Acest zgomot a fost semnalat în diferite locații geografice. În unele cazuri, a fost localizată o sursă a zgomotului. Cel de pe Insula Mare din Hawaii este de obicei legat de acțiunea vulcanică și este auzit în locuri aflate la zeci de kilometri distanță. Hum este cel mai adesea descris ca semănând oarecum cu sunetul unui motor diesel aflat la distanță și care merge în gol. De obicei, hum este greu de detectat cu microfoane, iar sursa și natura sa sunt greu de localizat.

## Explicații
Pe Internet se dau explicații bizare pentru acest fenomen, cele mai des întâlnite fiind întoarcerea lui Iisus și sfârșitul lumii.  Jean-Pierre Maurice de la Universitatea din Saskatchewan consideră că sunetele sunt produse de aurora boreală și de centura de radiații din jurul Pământului. David Deming este de părere că transmisiile telefonice produc aceste sunete, în timp ce NASA spune că acestea sunt undele radio ale plantei noastre. 